# Alpha Lacertae

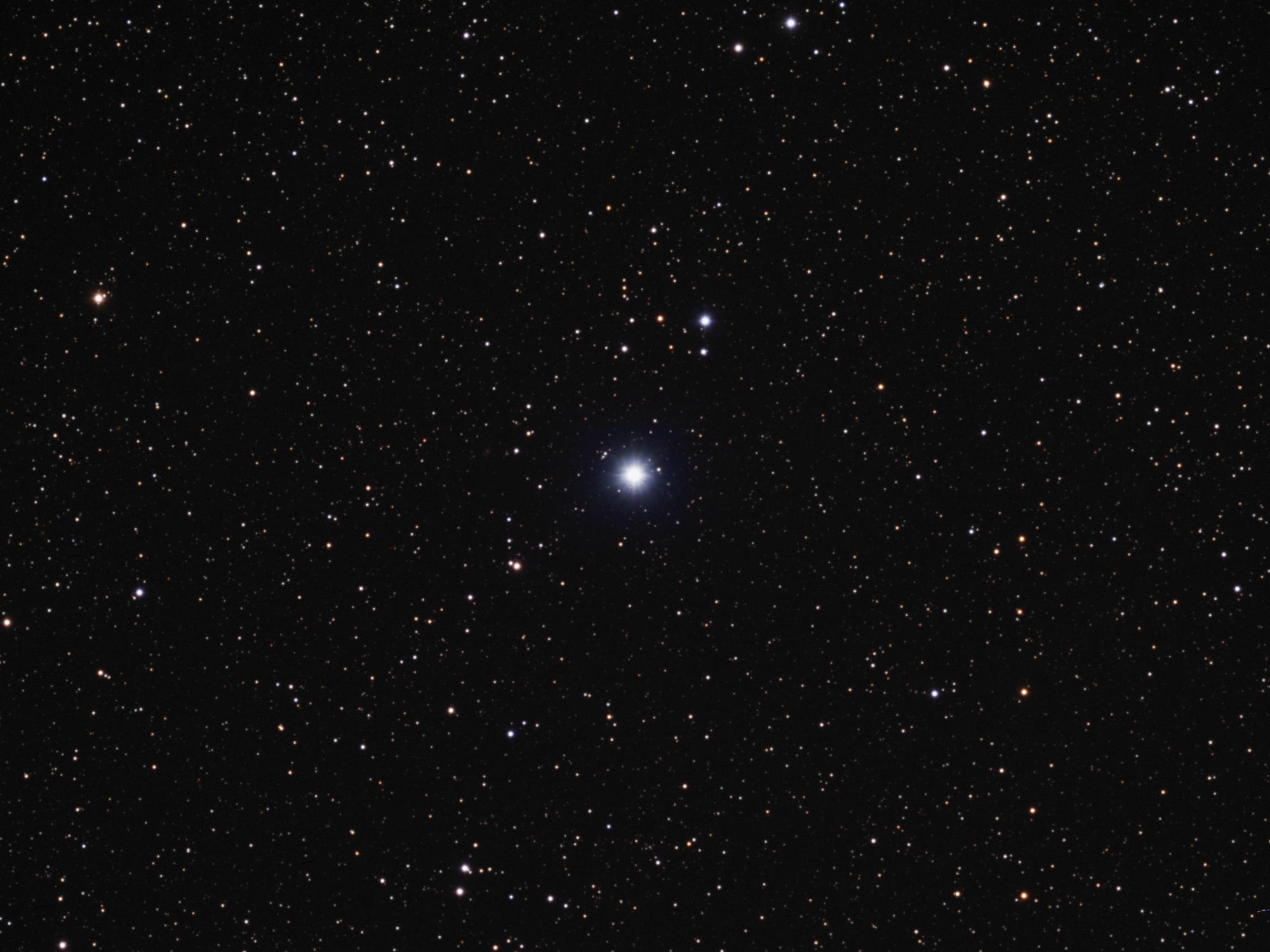
Alpha Lacertae

Alpha Lacertae is een hoofdreeksster type A in het sterrenbeeld Hagedis. De ster heeft een afstand van 103,6 lichtjaar. 